# América Football Club (PB)
El América Football Club fue un Equipo/ Club de la Ciudad de João Pessoa/ Jampa, en el Estado del Paraíba, del Brasil. Jugaba en el Campeonato Paraibano de Fútbol del que salió campeón es tres ocasiones.

## Palmarés
- Campeonato Paraibano: 3

1913, 1923, 1925